# Wypad (województwo warmińsko-mazurskie)
Wypad – kolonia w Polsce, w sołectwie Nowa Ukta, położona w województwie warmińsko-mazurskim, w powiecie piskim, w gminie Ruciane-Nida. W latach 1975–1998 miejscowość administracyjnie należała do województwa suwalskiego.

## Historia
Osada założona w 1823 r. na dzierżawie dziedzicznej nad rzeką Krutynią. Nazwa osady pochodzi o "wypadów" rzeki, poszukującej nowego koryta (meandrującej). W 1839 r. w osadzie były dwa domy z 26 mieszkańcami. W 1938 r. ówczesne władze niemieckie, w ramach akcji germanizacyjnej, zmieniły nazwę osady na Waldsiedeln.
W 1973 r. osada należała do sołectwa Nowa Ukta.